# Queen Millennia
Queen Millennia (jap. 新竹取物語 1000年女王; Shin taketori monogatari: Sen-nen joo, engleski doslovni prijevod Kraljica milenija) japanska je anime i manga ZF serija koja je emitirana na Fuji Television od 1981. do 1982. i ima 41 epizodu, plus jedan televizijski specijal koji je ukratko sažeo cijelu radnju. Njen autor je poznati Leiji Matsumoto. Po seriji je 1982. snimljen i anime film, "Sen-nen joo", kojeg je režirao Masayuki Akehi a koji je ukratko ispričao identičnu priču. Američka je televizija spojila ovu Matsumotovu seriju s njegovom drugom, Captain Harlock, te ih emitirala kao jednu 1985. pod nazivom Captain Harlock and the Queen of a Thousand Years.
Radnja, u kojoj se tajnoviti 10. planet Sunčeva sustava približava Zemljinoj putanji i ugrožava svijet, labavo se zasniva na ZF romanu "Kad se sudare svjetovi" kojeg su 1933. napisali Philip Wylie i Edwin Balmer. Serija je zadnji put emitirana u Njemačkoj 1992. na kanalu Tele 5, a u Francuskoj 2004. na kanalu Mangas, dok u Hrvatskoj još nije emitirana. Manga po kojoj je serija snimljena je izdana 1980.
U časopisu Animage, "Queen Millennia" se 1982. našla na 14. mjestu na listi najboljih animea godine s 263 glasa, dok je junakinja Yayoi Yukino proglašena 17. najboljim ženskim likom nekog animea.

## Sadržaj
Radnja se odigrava u Japanu u (tada) dalekoj, futurističkoj 1999. godini. Profesor Amamori je iz svog opservatorija otkrio 10. planet sunčeva sustava, zvan La Metalle, koji se je pojavio iza orbite Plutona. No pošto La Metalle ima jako ekscentričnu putanju, kompjuter izračuna da će se približiti Zemlji jako blizu za par mjeseci. Doduše, neće se sudariti s njom, ali će zbog blizine njegove putanje i mase njegova gravitacija izravno pogoditi Zemlju koja će biti jako oštećena i očekuje se da će velik dio čovječanstva poginuti 9. rujna 1999. u 9 sati i 9 minuta.
Priča se odigrava iz perspektive mladog dječaka Hajimea čiji su roditelji poginuli u tajnovitoj nesreći. Njegov ujak Amamori će ga primiti u svoj opservatorij iz kojega će upoznati njegovu pomoćnicu Yukino Yayoi. Hajime će ubrzo otkriti da je Yayoi zapravo kraljica milenija, potomka napredne vanzemaljske rase ljudi koji žive ispod ledene površine planeta La Metalla i koji su kroz povijest više puta otimali ljude i pretvarali ih u robove kako bi imali jeftinu radnu snagu. Yayoi je zapovjednica u podzemnoj, tajnoj bazi koja je pod vodstvom La Metalla i njegove vladarice, kraljice Selene. 
Hajime uspije uvjeriti Yayoi da je to što čini njen narod iz La Metalla pogrešno te se ujedine kako bi našli način da spase Zemlju. Po prvi put ona poćne shvaćati da je ljubav vrijednija od interesa njene nacije te zavoli svoje lažne, zemaljske roditelje, vlasnike restorana tijesta, kojima je na La Mettalu izbrisano sjećanje kada su poslani na Zemlju kako bi agirali kao idealna kamuflaža za Yayoin neprimjetan život. No stanovnici La Metala, koji pri približavanju Zemlji neće biti puno oštećen, su egoistični i ne zanima ih dobrobit "niže" ljudske rase. 
Uz to, u radnju će se uplesti i organizacija "Lopovi tisuću godina" koji žele pomoći ljudima, te njihovi suparnici pod vodstvom zlog generala/špijuna i rasista Yamorija Daisukea koji je vjeran La Metalu i koji na Zemlji želi spriječiti približavanje čovječanstva i Yayoi. Vlade svijeta s vremenom počinju pripremati rakete i svemirske stanice u koje će evakuirati izabrane stanovnike koji bi izbjegli katastrofu, no većina ljudi će morati ostati na Zemlji i čekati svoju sudbinu. Nakon što se otkrije da je Crna rupa odgovorna za ekscentričnu orbitu La Metala, Yayoi se žrtvuje te sa svemirskim brodom i eksplozivom krene u njenom smjeru. U eksploziji ona pogiba ali se i uništi Crna rupa i La Metalle se vrati u orbitu koja više ne prijeti Zemlji. Kraljica Selene, pogođena smrču Yayoi, prekine napad na Zemlju.

## Ekipa
- Leiji Matsumoto, redatelj
  - Glasovi:
- Keiko Toda kao Dječak Hajime
- Keiko Han kao Yayoi Yukino
- Ichirou Nagai kao Profesor Amamori
- Toru Furuya kao Lar Els Miryuu/Yamori Daisuke
- Kazuyo Aoki kao Hatsuko Amamori
- Akio Nojima kao Genjiro Amamori
- Kazuyuki Sogabe kao Lopov Milenija

## Zanimljivosti
- Film je emitiran 30. rujna 2006. u klubu "Mama" u Zagrebu, a 11. srpnja 2006. i u Klubu mladih u Čakovcu.[7]
- Kao i kod svakog animea kojeg je potpisao Leiji Matsumoto, i "Queen Millenia" ima njegovu trademark animaciju - neki su likovi nacrtani normalno i realistično, dok su drugi (dječak Hajime, Amamori) s ekstatičnom fizionomijom (ogromna čeljust, male oči).

## Popis epizoda
- 1	September 9th, 1999, 9 hours 9 minutes 9 seconds
- 2	Hajime, Go See the Vast Universe!
- 3	Conspiracy of Thief Millennia
- 4	The Vanishing Meteorite
- 5	The Underground Ship
- 6	The Underground Apartment Complex
- 7	Reception in the Underground Base
- 8	Call of Emergency: The Underground Explosion!
- 9	The Mystery of the Big Hole
- 10	Battle in the Mausoleum of the Saints
- 11	Is Thief Millennia Foe or Friend!?
- 12	The Secret of the Astronomical Telescope
- 13	The Dawn of Execution has Come
- 14	Queen of the Machine Chamber
- 15	The Truth in Twilight
- 16	The Evil Star Lametal
- 17	The Day Yayoi Left the Observatory
- 18	The Earthquake before the Catastrophe
- 19	Tomorrow's Decision
- 20	The Grand Suspicion of the God of Death
- 21	Man of Squirming Shadow
- 22	A Stormy Night's Showdown
- 23	The Two Pendants
- 24	Tying a Bond between Old Enemies
- 25	Fateful Reunion
- 26	Emissary from the Evil Star
- 27	Rebellious Departure
- 28	The Battle of "Dark Capital"
- 29	The Attack on the Planet of Fate
- 30	Fly! Phoenix
- 31	The Order to Invade Earth
- 32	The Miracle of Queen Millennia
- 33	Battleship "Twin Star" Strikes
- 34	Great Escape Underground
- 35	The Opening Scene of the End of Earth
- 36	Desperate Sea Crossing!
- 37	Eve of the Final Battle
- 38	Tomorrow's Victory
- 39	The Dark Comet
- 40	Last Day of the Earth
- 41	The Legend of Queen Millennia[8]

## Vanjske poveznice
- Queen Millennia u internetskoj bazi filmova IMDb-a
- Queen Millennia na Anime News Network Encyclopedia
- Animanga database[neaktivna poveznica]
- Leijiversum Njemački jezik
- Queen Millenia na youtube